# 도야마촌 (아이치현)
도야마촌(外山村)은 아이치현 히가시카스가이군에 설치되었던 촌이다. 현재의 고마키시에 해당한다.